# Jean-Louis-Auguste Loiseleur Deslongchamps
Jean-Louis-Auguste Loiseleur-Deslongchamps (Dreux, 24 marzo 1774 – Parigi, 8 maggio 1849) è stato un medico e botanico francese.

## Biografia
Figlio unico di Jean Louis Loiseleur des Longchamps (Consigliere del Re per il Distretto elettorale di Dreux, vicepresidente (1792) del Direttorio del Dipartimento Eure-et-Loire) e di Geneviève Amoreau.

Nel 1800 seguì i corsi di Jean Baptiste de Lamarck (1744-1829) insieme a Jean-Marie Léon Dufour (1780-1865) e François Victor Mérat de Vaumartoise (1780-1851), e fu amico di Léon Dufour durante il soggiorno parigino di quest'ultimo.

Conseguì la Laurea in Medicina a Parigi nel 1805 (con una tesi intitolata Ricerche sull'antichità dei purganti e sui purganti autoctoni) e, non appena l'Accademia delle Scienze fu riorganizzata nel 1821, vi si inserì nella sezione di Storia naturale medica.  

Dottore in medicina, autore di Flora Gallica (1806-1807) e di numerose altre opere, orientò subito le sue ricerche verso la Fitoterapia. Diverse specie vegetali gli furono dedicate; in particolare una Draba che cresce sulle cime più alte della Corsica. Questa pianta (Draba loiseleurii Boss.) o Draba di Loiseleur, vive confinata sulle rocce e sui prati sassosi del Piano alpino (Massiccio del Cintu e del Ritondu) ed è una specie strettamente endemica. La fioritura di questa piccola Crucifera avviene alla fine dell'inverno e precede la comparsa di silique brunastre, irte di peluria (i frutti).

Si interessò anche all'allevamento dei bachi da seta e pubblicò diversi articoli sui bachi e sulla coltivazione del Gelso.

Scrisse i volumi 5,6,7 (1812, 1815, 1819) del Trattato sugli alberi (o "Nuovo Duhamel"), illustrato da Pierre Joseph Redonté (1759-1840) e Pancrace Bessa (1772-1835), pubblicato a Parigi da Henri Louis Duhamel de Monceau (1700-1782).

Collaborò alla stesura della Flora generale di Francia o Iconografia, descrizione e storia di tutte le piante (Feira Jeune, Parigi, 1828-1829) a fianco di Christian Hendrik Persoon (1755-1837), Benjamin Gaillon (1782-1839), Jean-Baptiste Alphonse Dechauffour de Boisduval (1799-1879) e di Louis Alphonse de Brebisson (1798-1872).

Contribuì anche alla pubblicazione della rivista Le bon Jardinier (Il buon giardiniere), periodico enciclopedico di orticultura. Pubblicò articoli nel Dizionario delle scienze mediche, negli Annali della Società di Agricoltura e negli Annali generali delle scienze fisiche (un articolo di botanica).

Eletto membro dell'Accademia di medicina nel 1823, fu fatto Cavaliere della Legion d'Onore nel 1834. A suo nome è stata intitolata la via Loiseleur Deslongchamps a Dreux, così come un genere di ericaceae composto da una sola specie, la Loiseleuria procumbens o Azalea alpina.
I suoi discendenti continuarono la tradizione di famiglia, legata ai prodotti della natura, adeguandosi ai tempi sino a divenire vivaisti e quindi paesaggisti. Ebbe due figli. Il primo da Bathilde (Balidide) Barthélémie Deville: Jean Joseph Louis Auguste Loiseleur Deville (Arles 1797 - Parigi 1872), detto "Dottor Deville", medico, cavaliere della Legion d'Onore, dal quale discende tutta l'attuale famiglia dei Loiseleur des Longchamps Deville. Il secondo da Cathérine Françoise Mallet: Auguste Louis Armand Loiseleur Deslongchamps (Parigi 1805-1840) orientalista, addetto ai manoscritti della Biblioteca del Re. Costui non ebbe discendenza.

## Elenco parziale delle pubblicazioni

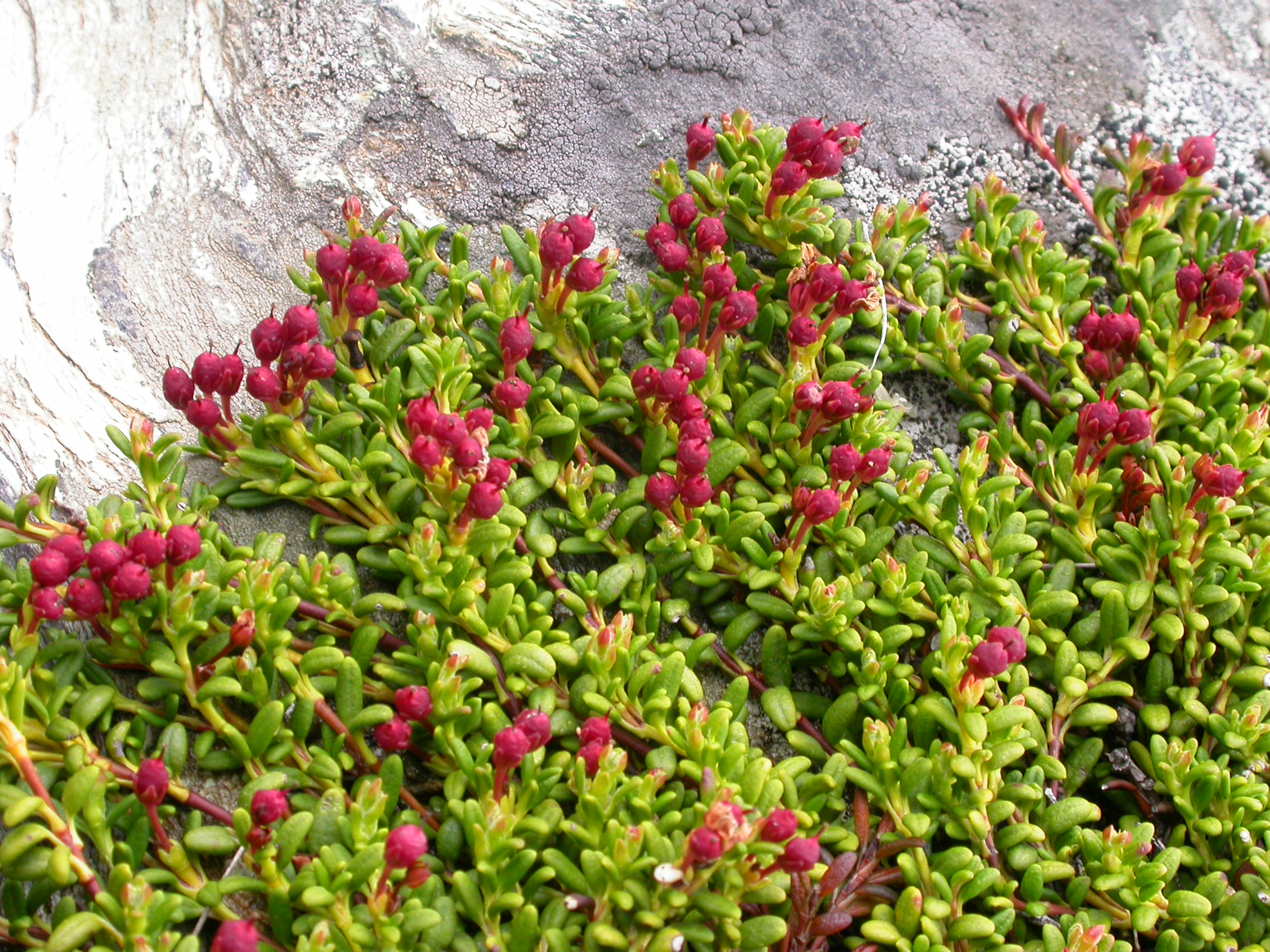
Loiseleuria procumbens
Azalea delle Alpi

- Erbario generale per gli amanti dei fiori. In 8 volumi.
- Ricerche storico-botaniche e mediche sui narcisi autoctoni, da inserire nella Storia delle piante di Francia. Auduin, 1810.
- Nuovo viaggio nel regno della Flora o Principi elementari di botanica. Méquignon, Parigi 1817.
- Manuale delle piante comuni autoctone o Storia abbreviata delle piante di Francia ordinate secondo un metodo nuovo: contiene le proprietà delle piante e il loro impiego in medicina, in farmacia, in economia domestica ed è seguito da ricerche e osservazioni sull'uso di diverse specie che, nella pratica medica, possono sostituire un certo numero di sostanze esotiche. Méquignon ainé, padre. Parigi, 1819. 2 Volumi in 8° di circa 500 pagine ciascuno.
- Flora Gallica. Seu enumeratio plantarum in Gallia sponte nascentium, secundum Linnaeanum naturalium synopsi. Editio secunda aucta et emendata. Parigi, 1828.
- Rapporto sulla coltivazione del Gelso e l'allevamento del baco da seta nei dintorni di Parigi. Parigi, 1836.
- Nuovo erbario del dilettante, contenente la descrizione, la coltura, la storia e le proprietà delle piante rare o nuove, coltivate nei giardini di Parigi, con immagini dipinte dal vero da Deville, allievo di Bessa. Audot. Parigi, 1816-1827. In 8 volumi.
- Considerazioni sui cereali e principalmente sui tipi di frumento. Libreria M.me V. Bouchard-Huzard. Parigi, 1842-1843.
- La Rosa. Storia, coltivazione e poesia. Audet. Parigi, 1844.

## Elementi di bibliografia
Philippe Loiseleur des Longchamps Deville, Portraits de famille (Ritratti di famiglia), Parigi, Les presses réunies, 1964.

## Iconografia
Il ritratto qui riprodotto è un disegno di Antoine Chazal datato 1827 e inciso da Ambroise Tardieu.